# Mausoleo di Sant'Urbano martire
Il mausoleo di Sant'Urbano si trova al IV miglio della via Appia Antica, non distante dal mausoleo di Cecilia Metella, di fronte ai resti di un monumento in laterizio, su podio e con absidi su tre lati, tradizionalmente identificato con il tempio di Giove.

## Storia
Situato nell'ex proprietà dei Lugari, l'edificio (di probabile età antonina, II secolo d.C.), si presenta come un grande sepolcro in opera laterizia, con gradinata frontale. Nei pressi del monumento, nel corso degli scavi condotti dai Lugari alla fine dell'Ottocento (sotto il controllo dell'ufficio tecnico degli scavi di antichità, diretto da Rodolfo Lanciani), sono stati ritrovati i resti di una grande villa, identificata con la Domus Marmeniae, della matrona romana Marmenia, convertitasi al cristianesimo. Per volontà di Marmenia, il sepolcro avrebbe accolto le spoglie di sant'Urbano, vescovo e martire, precedentemente custodite nelle Catacombe di Pretestato, per dare loro un'adeguata sepoltura. Dopo la morte di Marmenia, la Domus passerà alla Chiesa e diventerà un cimitero dove saranno sepolti i cristiani fino alle invasioni dei Goti. Frammenti di sarcofaghi sono stati ritrovati durante gli scavi e sono ancora presenti sul sito.

## Architettura

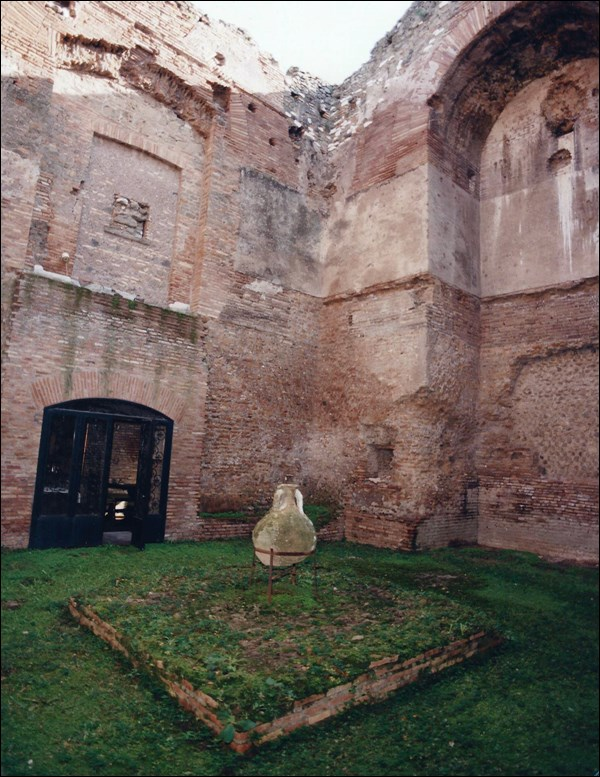
Mausoleo di Sant'Urbano Martire

Il mausoleo era costituito da un ipogeo e da una sala superiore, per le cerimonie di culto. Nella costruzione primitiva si accedeva probabilmente alla sala mediante una scalinata situata all'interno del vestibolo. La scalinata fu demolita durante le persecuzioni di Diocleziano, quando l'imperatore ordinò la distruzione dei luoghi di riunione dei cristiani; successivamente fu ricostruita in modo più maestoso e la facciata fu arricchita con l'aggiunta di un portico, probabilmente tetrastilo, di cui restano alcuni frammenti di basi e della trabeazione.
Due porte davano accesso all'ipogeo, che era costituito da un vestibolo e da un vasto ambiente quadrato con tre absidi: quella centrale, di forma semicircolare; le due laterali, di forma rettangolare. Quattro pilastri agli angoli e uno, più grande, al centro sostenevano la volta dell'ipogeo.
Nel XIII secolo il sepolcro fu trasformato in una torre fortificata (il torrione dei Borgiani), di cui si distinguono ancora, nella parte superiore del monumento, dei resti.
Una grande vasca e una grande cisterna romana sono state ritrovate in prossimità del monumento.